# Pupin (Mondkrater)
Pupin ist ein kleiner Einschlagkrater auf der Mondvorderseite in der Ebene des Mare Imbrium südöstlich des Kraters Timocharis.
Der Krater wurde 1976 von der IAU nach dem serbischen Physiker Mihajlo Pupin offiziell benannt.